# Миго, Франсуа
Франсуа́ Миго́ (фр. François Migault; 4 декабря 1944, Ле-Ман — 29 января 2012) — французский автогонщик, участник чемпионата мира по автогонкам в классе Формула-1. С 1969 по 2003 годы выступал в гонке «24 часа Ле-Мана».

## Биография
В 1970—1971 годах выступал в «Формуле-3». В 1971—1973 годах стартовал в европейском чемпионате «Формулы-2», занял четвёртое место на этапе в Альби в 1971 году. В 1972 году дебютировал в чемпионате мира «Формулы-1», выведя на старт Гран-при Австрии автомобиль «Коннью», что было единственным участием этой британской машины в «Формуле-1», закончившимся поломкой подвески на 22 круге гонки. В 1974 году провёл полный сезон в «Формуле-1» за рулём автомобиля BRM, очков не набрал, также два раза стартовал в 1975 году в команде «Формулы-1» «Хилл». За всю карьеру в Формуле-1 не набрал очков. Многократно стартовал в гонке «24 часа Ле-Мана», в которой завоёвывал третьи места в абсолютном зачёте в 1974 и 1981 годах и второе место в 1976 году.

## Результаты гонок в Формуле-1
| Легенда к таблице |                                                                    |
| --- | ------------------------------------------------------------------ |
| В таблице перечислены результаты всех Гран-при Формулы-1, в которых принимал участие гонщик. Строками таблицы являются сезоны, столбцами — этапы чемпионата мира. В каждой клетке указаны сокращённое название этапа и результат, дополнительно обозначенный цветом. Расшифровка обозначений и цветов представлена в нижеследующей таблице. |                                                                    |
| \| Пример \| Описание \| \| ------------ \| ------------------------------------------------------------------ \| \| 1 \| Победитель \| \| 2 \| Второе место \| \| 3 \| Третье место \| \| 5 \| Финишировал, заработав очки \| \| Сход \| Не финишировал, но при этом заработал очки \| \| 12 \| Финишировал, не получив очков \| \| НКЛ \| Финишировал, но не попал в финальную классификацию \| \| 15 \| Участвовал вне зачёта, либо по отдельной классификации \| \| 18 \| Не финишировал, но попал в финальную классификацию \| \| Сход \| Не финишировал \| \| НКВ \| Не прошёл квалификацию \| \| НПКВ \| Не прошёл предквалификацию \| \| ДСК \| Дисквалифицирован \| \| ИСК \| Исключён из протокола соревнований \| \| ТТ \| Заявлен для участия только в тренировках \| \| НС \| Участвовал в квалификации, но не стартовал в гонке \| \| Т \| Травмирован или болен \| \| ОТК \| Отказ от участия \| \| НТР \| Прибыл на соревнования, но на трассу не выезжал \| \| НПР \| Был заявлен в числе участников, но не прибыл к началу соревнований \| \| О \| Соревнования отменены \| \| \| Не участвовал \| \| Поул-позиция \| \| \| Быстрый круг \| \| |                                                                    |
| Пример | Описание                                                           |
| 1 | Победитель                                                         |
| 2 | Второе место                                                       |
| 3 | Третье место                                                       |
| 5 | Финишировал, заработав очки                                        |
| Сход | Не финишировал, но при этом заработал очки                         |
| 12 | Финишировал, не получив очков                                      |
| НКЛ | Финишировал, но не попал в финальную классификацию                 |
| 15 | Участвовал вне зачёта, либо по отдельной классификации             |
| 18 | Не финишировал, но попал в финальную классификацию                 |
| Сход | Не финишировал                                                     |
| НКВ | Не прошёл квалификацию                                             |
| НПКВ | Не прошёл предквалификацию                                         |
| ДСК | Дисквалифицирован                                                  |
| ИСК | Исключён из протокола соревнований                                 |
| ТТ | Заявлен для участия только в тренировках                           |
| НС | Участвовал в квалификации, но не стартовал в гонке                 |
| Т | Травмирован или болен                                              |
| ОТК | Отказ от участия                                                   |
| НТР | Прибыл на соревнования, но на трассу не выезжал                    |
| НПР | Был заявлен в числе участников, но не прибыл к началу соревнований |
| О | Соревнования отменены                                              |
| | Не участвовал                                                      |
| Поул-позиция |                                                                    |
| Быстрый круг |                                                                    |

| Сезон | Команда  | Шасси         | Двигатель | Ш | 1        | 2      | 3      | 4        | 5      | 6        | 7      | 8        | 9        | 10      | 11      | 12  | 13       | 14  | 15  | Место | Очки |
| ----- | -------- | ------------- | --------- | - | -------- | ------ | ------ | -------- | ------ | -------- | ------ | -------- | -------- | ------- | ------- | --- | -------- | --- | --- | ----- | ---- |
| 1972  | Connew   | Connew PC1    | Косворт   | F | АРГ      | ЮАР    | ИСП    | МОН      | БЕЛ    | ФРА      | ВЕЛ НС | ГЕР      | АВТ Сход | ИТА     | КАН     | США |          |     |     | -     | 0    |
| 1974  | BRM      | BRM P160E     | BRM       | F | АРГ Сход | БРА 16 | ЮАР 15 | ИСП Сход | БЕЛ 16 | МОН Сход | ШВЕ    |          | ФРА 14   | ВЕЛ НКЛ | ГЕР НКВ | АВТ |          |     |     | -     | 0    |
| 1974  | BRM      | BRM P201      | BRM       | F |          |        |        |          |        |          |        | НИД Сход |          |         |         |     | ИТА Сход | КАН | США | -     | 0    |
| 1975  | Hill     | Hill GH1      | Косворт   | G | АРГ      | БРА    | ЮАР    | ИСП НКЛ  | МОН    | БЕЛ Сход | ШВЕ    | НИД      |          |         |         |     |          |     |     | -     | 0    |
| 1975  | Williams | Williams FW03 | Косворт   | G |          |        |        |          |        |          |        |          | ФРА НС   | ВЕЛ     | ГЕР     | АВТ | ИТА      | США |     | -     | 0    |